# Леопольд Франц Австрийский
Эрцгерцог Леопольд Франц Австрийский (нем. Leopold Franz Peter Ferdinand Maria Joseph Gottfried Georg Karl Otto Rudolf Michael, Erzherzog von Österreich, Prinz von Toskana)) (род. 25 октября 1942, Замок Лойтштеттен, Штарнберг, Бавария, Германия) — глава тосканской линии Габсбург-Лотарингского дома, титулярный великий герцог Тосканский (с 21 января 1984 по 18 июня 1993 года).

## Биография
Родился 25 октября 1942 года в Штарнберге (Бавария, Германия). Третий ребенок и единственный сын эрцгерцога Готфрида Австрийского (1902—1984), титулярного великого герцога Тосканского (1948—1984), и его супруги, принцессы Доротеи Баварской (1920—2015).
Учился на инженера в Мюнхенском университете. С 1965 по 1973 год проживал в Уругвае, затем вернулся в Австрию. Его жена Летиция осталась в Уругвае, где она управляет поместьями своего отца и приёмного отца Эрика Энгельберта (1901—1992), принца и герцога Аренберга.
21 января 1984 года после смерти своего отца, эрцгерцога Готфрида Австрийского (1902—1984), эрцгерцог Леопольд Франц Австрийский стал главой тосканской линии Габсбург-Лотарингского дома и титулярным великим герцогом Тосканским.
16 марта 1985 года эрцгерцог Леопольд Франц Австрийский, титулярный великий герцог Тосканский, официально посетил Флоренцию. Президент региона Тоскана Джанфранко Бартолони объявил, что следующий, 1986 год, будет «годом Лоррейн», посвященным великим герцогам Тосканы из династии Габсбург-Лоррейн.

## Браки и дети
Первым браком эрцгерцог Леопольд Франц женился на Летиции де Бельзанс д'Аренберг (род. 2 сентября 1941), единственной дочери французских дворян, Анри де Бельзанса, маркиза де Бельзанса, и его жены Мари Терезы де ла Пёц д’Арамбуре. Светская церемония бракосочетания состоялась 19 июня 1965 года в Санкт-Гильгене (Австрия), а церковная — 28 июня 1965 года в Менту-Салон (Франция). Супруги имели двух сыновей:
- Эрцгерцог Сигизмунд Отто Австрийский, принц Тосканский (род. 21 апреля 1966, Лозанна), с 1999 года женат на Алисе Джульетте Эдменстен (род. 11 сентября 1973). Супруги имеют трёх детей:
  - Эрцгерцог Леопольд Амадео Австрийский, великий принц Тосканский (род. 9 мая 2001), наследник тосканского герцогского титула
  - Эрцгерцогиня Татьяна Австрийская, принцесса Тосканская (род. 3 марта 2003)
  - Эрцгерцог Максимилиан Австрийский, принц Тосканский (род. 27 мая 2004)
- Эрцгерцог Гунтрам Мария Австрийский, принц Тосканский (род. 21 июля 1967, Монтевидео), женат с 1996 года на Деборе де Соло (род. 21 января 1970), двое детей:
  - Анна Фаустина, графиня фон Габсбург (род. 28 декабря 2001)
  - Тициано Леопольд, граф фон Габсбург (род. 24 октября 2004)

21 мая 1981 года Леопольд Франц и Летиция развелись в Зальцбурге. 18 июня 1993 года эрцгерцог вторично женился на психоаналитике Марте Перес-Вальверде (род. 13 марта 1947), гражданке Аргентины, живущей в Вене. Вступив в морганатический брак, эрцгерцог Леопольд Франц Австрийский вынужден был отказаться от своих прав на престол Великого герцогства Тосканского в пользу своего старшего сына Сигизмунда, нынешнего главы тосканской ветви Габсбург-Лотарингского дома. Супруги не имели общих детей. 13 июля 1998 года в Зальцбурге брак Леопольда Франца и Марты также был расторгнут
.

## Титулы и стили
- 25 октября 1942 — 21 января 1984 года: «Его Императорское и Королевское Высочество Эрцгерцог и Принц Леопольд Франц Австрийский, Принц Леопольд Франц Венгерский, Богемский и Тосканский»
- 21 января 1984 — 18 июня 1993 года: «Его Императорское и Королевское Высочество Великий Герцог Тосканский»
- 18 июня 1993 — н. в.: «Его Императорское и Королевское Высочество Эрцгерцог и Принц Леопольд Франц Австрийский, Принц Леопольд Франц Венгерский, Богемский и Тосканский».

## Награды
- Кавалер австрийского Ордена Золотого руна